# Данилов, Сергей Владимирович
Сергей Владимирович Данилов (7 апреля 1950, Улан-Удэ — 13 августа 2014, Улан-Удэ) — советский археолог и историк, специалист по истории Сибири и Центральной Азии, исследователь истории и материальной культуры кочевых народов Центральной Азии, доктор исторических наук (2005), доцент. Заслуженный деятель науки Республики Бурятия (2000), Заслуженный работник образования Республики Бурятия.

## Биография
Сергей Владимирович родился 7 апреля 1950 года в городе Улан-Удэ. Отец — Владимир Сагаханович — участник парада Победы на Красной площади 24 июня 1945 года, Министр торговли Бурятии, возглавлял правление Буркоопсоюза. Мама — Мария Нанзановна — кандидат исторических наук, одна из первых женщин-учёных Бурятии
В 1967 году Сергей Владимирович поступил в Бурятский государственный педагогический институт имени Доржи Банзарова на историко-филологический факультет, который окончил в 1974 году. Во время учёбы несколько полевых сезонов работал в археологической экспедиции на раскопках Ильмовой пади и Черемуховой пади под руководством П. Б. Коновалова.
С 1974 по 1976 год работал учителем истории в сельских школах Бурятии в Бичурском и Селенгинском районе.
В 1976—1979 годах обучался в аспирантуре в Институте археологии АН СССР в городе Москва, научный руководитель — С. А. Плетнёва. В 1988 году защитил кандидатскую диссертацию на тему «Жертвоприношения животных в ритуалах древних племен Забайкалья как источник по истории религиозных верований скотоводческих народов». После окончания аспирантуры в 1979 году пришёл работать в Бурятский филиал СО АН СССР в фотолабораторию. В 2005 году защитил докторскую диссертацию на тему «Древние и средневековые города в кочевых обществах Центральной Азии».
С 1981 года работал в БИОН — ИМБТ СО РАН под руководством П. Б. Коновалова в секторе археологии отдела истории, после перешёл в сектор этнографии и археологии. Во время работы проводил раскопки на территории Бурятии и Читинской области — Нижний Бургалтай, Балеевка, Пестерево, Кибалино, Баргай, Ильмовая Падь и др. В БИОН СО РАН (позже переименованное в ИМБТ СО РАН) проработал до конца жизни.
В 1992 году был назначен заведующим Лаборатории археологии БИОН СО РАН, руководил ею в течение 22 лет. В 2001—2005 годах работал в должности заместителя директора по научной работе, в 2007—2009 годах — заместитель директора по международным связям, с 2009 года заведующий отделом истории и культуры Центральной Азии ИМБТ СО РАН. В 1989—2001 годах преподавал археологию на историческом и восточном факультетах БГПИ.
Умер 13 августа 2014 года.

## Научная и экспедиционная деятельность
Основное направление исследований — поселения и городища древних и средневековых кочевников. Разработал проблематику городов в кочевых империях Центральной Азии, став одним из главных пропагандистов данной проблематики. Признанный в России и за рубежом исследователь древней и средневековой истории кочевых народов Центральной Азии. Вместе с Н. Н. Крадиным и А. Очиром является основателями направления «Социально-политические и экономические предпосылки формирования городов и городской культуры в кочевых обществах Центральной Азии на основе археологических изысканий». Участник и организатор многих международных и научных конференций.
С 1986 года исследовал и проводил раскопки раннемонгольских поселенческих комплексов на территории Бурятии: в местностях Сутай, усадьбы монгольского времени Нарсатуй (1987—1989), хуннское городище (резиденция предводителя определённого ранга) Баян Ундэр на реке Джиде (1992), Темниковское поселение (1987). В 1992 году был руководителем экспедиций, которые организовывала лаборатория археологии БИОН СО РАН. В 1994 году участвовал в конгрессе WAC (Всемирный археологический конгресс) в городе Дели.
В 1996 году был главным организатором и выступал с докладом по вопросу городов хунну на международном научном форуме — интер-конгрессе Всемирного археологического конгресса (WAC) «100 лет гуннской археологии. Номадизм — прошлое, настоящее в глобальном контексте и исторической перспективе. Гуннский феномен» проходившего в Улан-Удэ — Кяхте.
С 1999 года в составе Международной экспедиции «Трансформация кочевых народов Центральной Азии» проводил экспедиционные исследования на территории Монголии. Затем стал со-руководителем российско-монгольской археологической экспедиции по изучению киданьских и хуннских городищ и поселений. В составе этих экспедиций в 2004 году проводил раскопки города Чинтолгой-балгас в Монголии — площадь города 80 га, который имел 35 башен и 5 ворот, три улицы, в процессе раскопок было обнаружено несколько жилищ с отопительной системой, город существовал с 1004 года до исхода кидань на Запад в 1130 году. В раскопках принимали участие сотрудники БНЦ СО РАН, ДВО РАН, Международного института изучения кочевых цивилизаций ЮНЕСКО, Института археологии Монгольской Академии Наук.
В 2007—2008 годах в составе Монголо-российской экспедиции проводил раскопки городище Тэрэлжийн дорволжин (224 м²) в долине реки Тэрэлж — притока Керулена, предположительно было раскопано дворцовое или храмовое здание. Результаты были опубликованы в Германии, а также в отечественных изданиях.

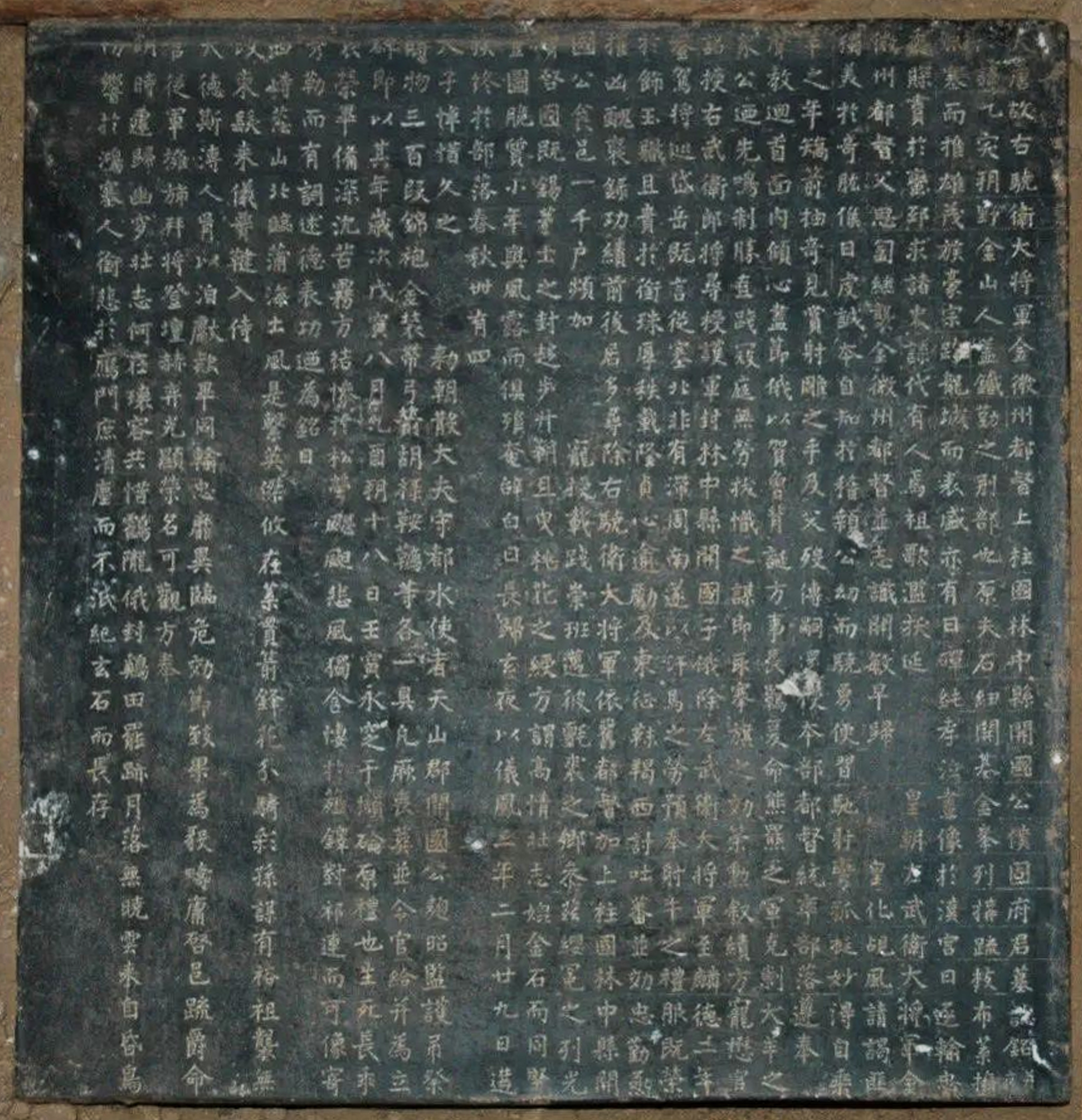
Эпитафий из кургана Шороон-дов

В 2009 году осуществил раскопки кургана Шороон-дов, датируемого временем между Первым и Вторым Тюркским каганатами, где был найден подземный склеп у входа которого на каменной плите был нанесен текст-эпитафий. В результате перевода надписи удалось выяснить, что склеп принадлежал военному губернатору округа Цзиньвэй Пугу Иту, по надписи следовало, что умер он в 678 году в своём племени. Это первая такая находка на территории Монголии и во всей Центральной Азии. Найденная каменная плита с эпитафией является первым памятником, обнаруженном в кургане и ставится в один ряд с всемирно известными эпитафиями знаменитых политических деятелей Второго Тюркского каганата Бильге-кагана, Кюльтегина и Тоньюкука.
В 2010—2014 годах под руководством Сергея Владимировича и А. Очира проводилась работа по составлению электронной карты древних городов и поселений Центральной Азии.
В 2006—2011 годах был организатором подготовки и ответственным редактором первого тома «Истории Бурятии», членом редколлегии «Историко-этнографического атласа Бурятии».
Вёл лекции в Бурятском пединституте, Бурятском филиале Новосибирского государственного университета, Бурятском государственном университете.
Сергей Владимирович является автором более 100 научных работ, включая семь монографий.

## Звания и награды
- Заслуженный деятель науки Республики Бурятия (2000)[8][9][14].
- Заслуженный работник образования Республики Бурятия[8].
- Лауреат государственной премии Республики Бурятия в области науки и техники (2004)[8][9][14].
- Почётная грамота Народного Хурала Республики Бурятия (2008)[14].
- Юбилейная медаль в честь 100-летия В. Р. Филиппова (2013)[9][14].
- Почётная грамота Президиума СО РАН[8][14].
- Почётная грамота Президиума РАН[8].
- Почётная грамота Международного института изучения кочевых цивилизаций[8].
- Медаль «800-летие Великого Монгольского государства» (2006)[8][9][14].
- Золотая медалью «Хубилай хаан» Академии Наук Монголии (2012)[8][9][14].